# Gergely Sámuel
Gergely Sámuel (Lukafalva, 1845. április 2. – Kővárhosszúfalu (?), 1935. március 28.) történész. Gergely Lajos pedagógus testvéröccse.

## Élete
Marosvásárhelyen tanult teológiát. 1868-ban lelkészi vizsgát tett. 1871-ben a marburgi egyetemet látogatta, majd a Budapesti- és a Kolozsvári Egyetemen volt bölcsészhallgató. 1879-ben bölcsészdoktori oklevelet szerzett.
Tíz évig volt nevelő a gróf Teleki családnál. 1884-ben tanítványát Párizsba kísérte, ahol két évig a Sorbonne-on és a College de France-on történeti és irodalmi tanulmányokat folytatott. Külföldi útjáról hazatérve 1889-ben a kolozsvári egyetemen lett az európai történelem magántanára, 1896-tól pedig címzetes nyilvános rendkívüli tanára. 1931-től a Teleki család birtokainak főszámvevője lett.
I. Rákóczi György fejedelem és Thököly Imre fejedelem francia kapcsolataival foglalkozott. A Magyar Tudományos Akadémia megbízásából sajtó alá rendezte Teleki Mihály leveleit és iratait.

## Művei
- 1879 XIV. Lajos és a spanyol örökösödés kérdése a pyrenei békétől az aacheni békéig 1659–1668. Kolozsvár.
- 1882 Adalék „Bethlen Gábor és a posta” czímű közleményhez I. Magyar Történelmi Tár 3/5. (Gergely Samu)
- 1887 Alvinczi Péter okmánytára III. Budapest. (tsz. Pettkó Béla)
- 1905–1926 Teleki Mihály levelezése (A római szent birodalmi gróf széki Teleki család oklevéltára) I–VIII. Szerk. Gergely Samu. Budapest.